# Barnard 101
Der Barnard 101 ist der Prototyp eines Supersportwagens des südafrikanischen Herstellers Barnard Motors. Der Wagen, dessen Design sich an den LeMans-Rennfahrzeugen, wie dem Bugatti Veyron 16.4 und den Gumpert Apollo orientiert, ist für diese eine gezielte Konkurrenz. Weltpremiere der Marke war auf der Automechanika 2009 in Johannesburg.
Als Motorisierung wird ein von Porsche stammender 2,9-Liter-V8-Biturbo-Motor mit einer Leistung von 460 kW eingesetzt, der dem Zweisitzer eine Beschleunigung von 0 auf 100 km/h in vier Sekunden ermöglicht. Die Höchstgeschwindigkeit liegt so derzeit bei knapp über 300 km/h. Weiterhin sind erst aerodynamische Verbesserungen wie ein flacher Unterboden, die Nutzung eines Heckdiffusors, sowie Aussparungen in den vorderen Radkästen notwendig gewesen, um die Leistung des Motors voll ausnutzen zu können. Eine Besonderheit ist, dass der Hersteller auf Servolenkung, ABS, ASR und elektrische Fensterheber verzichtet und auch nicht gegen Aufpreis anbietet. Das Monocoque-Chassis bildet die Grundlage der Konstruktion, worauf ein Stahlrohrrahmen und eine aus Verbundwerkstoff bestehende Karosserie aufbaut. Das Modell blieb bis zum heutigen Tag ein Prototyp. Eine zweite Einheit war mit einer Leistung von 809 kW speziell für den Rennsport aufgebaut worden. Die Höchstgeschwindigkeit dessen lag bei 400 km/h.